# Robert Van Trimpont
Robert Frans Van Trimpont (Geraardsbergen, 14 juli 1917 - 20 april 1998) was een Belgisch volksvertegenwoordiger.

## Levensloop
Van Trimpont was een zoon van de lokale socialistische voorman Omer Van Trimpont (1895-1955), burgemeester van Ninove (1945 tot 1955). 
Hij was:
- vakbondssecretaris in Ninove
- bestuurslid van het ABVV gewest Aalst (1953-1956)
- voorzitter van de Bond Moyson Ninove (vanaf 1955)
- secretaris van de BSP-federatie van Aalst (vanaf 1957)
- secretaris van de BSP-afdeling van Ninove (vanaf 1957)
- secretaris van de plaatselijke ABVV-afdeling van Ninove (vanaf 1959)
- bestuurder van de Bond Moyson Oudenaarde-Aalst.

Op het politieke terrein was hij:
- lid van de Commissie voor Openbare Onderstand, Ninove (1946-1952)
- provincieraadslid voor Oost-Vlaanderen (1949-1954)
- gemeenteraadslid en schepen van Ninove (1959-1964).

In 1956 werd hij verkozen tot BSP-volksvertegenwoordiger voor het het arrondissement Aalst en vervulde dit mandaat tot in 1961. 